# Paul Guenther (Industrieller)

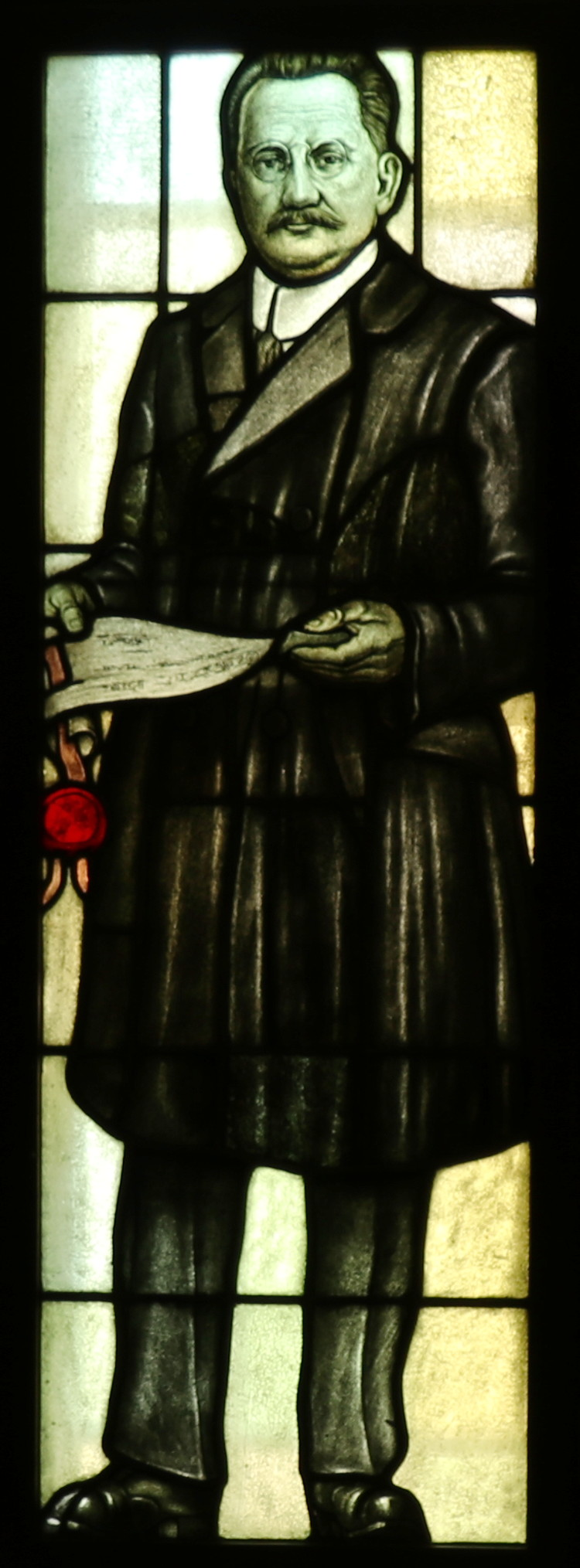
Darstellung von Paul Guenther in einem Glasfenster an der nach ihm benannten Schule in Geithain

Johannes Paul Guenther (* 13. Mai 1860 in Geithain; † 17. Januar 1932 in Rockaway, New Jersey) war ein deutsch-US-amerikanischer Industrieller.

## Leben

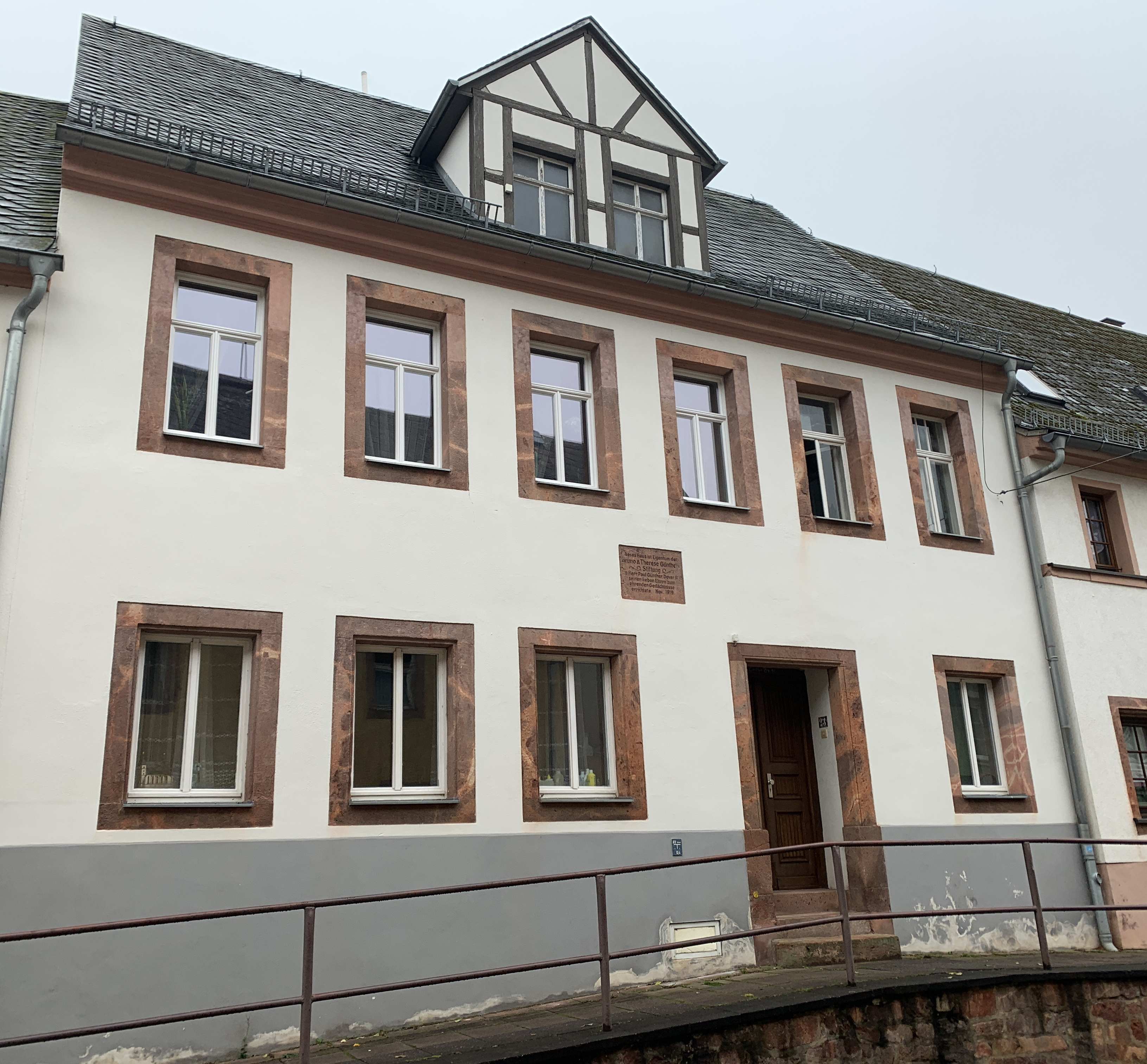
Das Geburtshaus von Paul Guenther, Leipziger Straße 23 in Geithain

Paul Guenther war das einzige Kind von Bruno, einem gelernten Weber, und Therese Guenther. Ursprünglich wurde fälschlicherweise im Geburtenregister der Nikolaikirche der 12. Mai als Geburtstag geführt, auf Antrag seines Vaters wurde das Datum wenige Tage später auf den 13. Mai korrigiert. Am 27. Mai 1860 wurde er getauft. Er besuchte die Schule bis zur achten Klasse und wurde 1874 konfirmiert. Von 1874 bis 1878 erhielt er eine Ausbildung in der 1869 neu gegründeten Strumpfwirkerschule in Limbach. Nach seiner Ausbildung wohnte er in verschiedenen Orten, in Burgstädt, Chemnitz und in Thalheim. In Thalheim arbeitete er in einer neu gegründeten Strumpffabrik, im Thalheimer „Eisenhammer“.
Er wanderte am 20. Februar 1890 von Bremerhaven mit dem Schnelldampfer SMS „Saale“ nach New York in die Vereinigten Staaten von Amerika aus. Dort wohnte er in Dover (New Jersey) und arbeitete vor Ort als Strumpfwirker. Sechs Jahre nach seiner Ankunft in den USA heiratete er die ebenfalls deutschstämmige Olga Mechel. 1897 wird die Tochter Margarethe geboren. Sie sollte das einzige Kind bleiben.
Bereits 1896 gründete Paul Guenther in Paterson nahe Dover eine kleine Strickerei. Das Unternehmen entwickelte sich sehr gut. Er hatte drei Mitarbeiter und produzierte Seidenstrümpfe. Bald wurden die Räumlichkeiten zu klein und er zog in ein größeres Gebäude um. Bereits Mitte der 1890er Jahre wurde die erste eigene Fabrik eröffnet. Durch Zukäufe anderer Firmen wuchs das Guenthersche Unternehmen. Auf dem Höhepunkt seiner geschäftlichen Tätigkeit hatte er über 1000 Beschäftigte. 1927 verkaufte er sein Unternehmen an den Gotham-Konzern.
Paul Guenther war Mitglied in vielen Organisationen, so beispielsweise Direktoriumsmitglied bei der National Union Bank in Dover und Mitglied des Republican Club of New York. Des Weiteren war er Ehrendoktor der Princeton University.
In seiner Vaterstadt Geithain trat er als Stifter der nach ihm benannten Schule hervor.

## Nachweise